# Iam Pridem
Iam Pridem (česky: Již dlouho) je apoštolský list podepsaný jako motu proprio papežem Františkem dne 16. dubna 2023 a vydaný o den později. Účinnost nabyl 16. května 2023. Tento list stanovuje úpravu Kodexu kánonů východních církví resp. kánon 66 § 1, 102, 149 a 183.

## Pozadí
Dokument byl sepsán z důvodu upozornění několika patriarchů, hlavních arcibiskupů a biskupů, kteří Dikasterium pro východní církve upozorňovali na potíže Biskupských synod východních církví, kdy emeritní biskupové kterých je velký počet, mají aktivní hlas při hlasování např. zejména při volbě biskupů a hlav církví sui iuris.
Biskupové vznesly návrh Svatému stolci aby vyřadil biskupy starších osmdesáti let z aktivního hlasování.

## Obsah
Apoštolský list vyřazuje emeritní biskupy z aktivního hlasování na Biskupských synodách, kteří jsou starší 80 let. Toto nařízení však neplatí pro biskupy kteří jsou aktivní ve svých službách a nejsou tedy emeritní.
Tento list upravil kanóny Kodexu kánonů východních církví, a to 66 § 1, 102, 149 a 183.
Upravený kánon 66 § 1 zmiňuje že, při volbě patriarchy mají hlas jen členové Biskupského synodu.
Kánon 102 § 3 určuje výjimku stále úřadujícím patriarchům a eparchiálním biskupům, kteří dosáhli již věku 80 let ale jsou v aktivní službě. Tito hierarchové mají aktivní hlas. Dále byl upraven kanón § 4, který dovoluje pozvat na synod k projednání některých záležitostí ostatní duchovní a experty.
Podle kánonu 149 musí církve při volbě nového biskupa vybrat alespoň tři kandidáty, které poté navrhne římskému papeži.